# Districtul Nymburk
Districtul Nymburk (în cehă okres Nymburk) este un district din regiunea Boemia Centrală din Cehia. Reședința sa este orașul Nymburk.

## Diviziuni administrative
Districtul Nymburk este împărțit în trei districte administrative ale comunelor cu competență extinsă: Nymburk, Lysá nad Labem și Poděbrady.

### Lista comunelor
Orașele sunt marcate cu caractere aldine, iar orașele comerciale cu caractere italice:
Běrunice - Bobnice - Bříství - Budiměřice - Chleby - Choťánky - Chotěšice - Chrást - Chroustov - Čilec - Činěves - Dlouhopolsko - Dobšice - Dvory - Dymokury - Hořany - Hořátev - Hořátev - Hradišký - Hradčen Jíkev - Jiřice - Jizbice - Kamenné Zboží - Kněžice - Kněžičky - Kolaje - Kostelní Lhota - Kostomlátky - Kostomlaty nad Labem - Košík - Kounice - Kouty - Kovanice - Krchleby - Křečkov - Krchleby - Křečkov - Křečkov - Křečkov - Křečkov - Křečkov - Křečkov - Křečkov - Křečkov - Křečkov - Křečkov - Křečkov - Křečkov - Křečlino Labem - Mcely - Městec Králové - Milčice - Milovice - Netřebice - Nový Dvůr - Nymburk - Odřepsy - Okřínek - Opočnice - Opolany - Oseček - Oskořínek - Ostrá - Pátek - Písková Lhota - Písty - Poděbrady - Poděbrady - Podmože - Poděbrady - Poděrady - Poděbrady Sadská - Sány - Seletice - Semice - Senice - Sloveč - Sokoleč - Stará Lysá - Starý Vestec - Straky - Stratov - Třebestovice - Úmyslovice - Velenice - Velenka - Vestec - Vlkov pod Oškobrhem - Vrbice - Vrbová Lhota - Vrbová Lhota - Vrbová Lhota - Vrbová Lhota - Vrbová Zbožíčko - Žitovlice - Zvěřínek

## Geografie

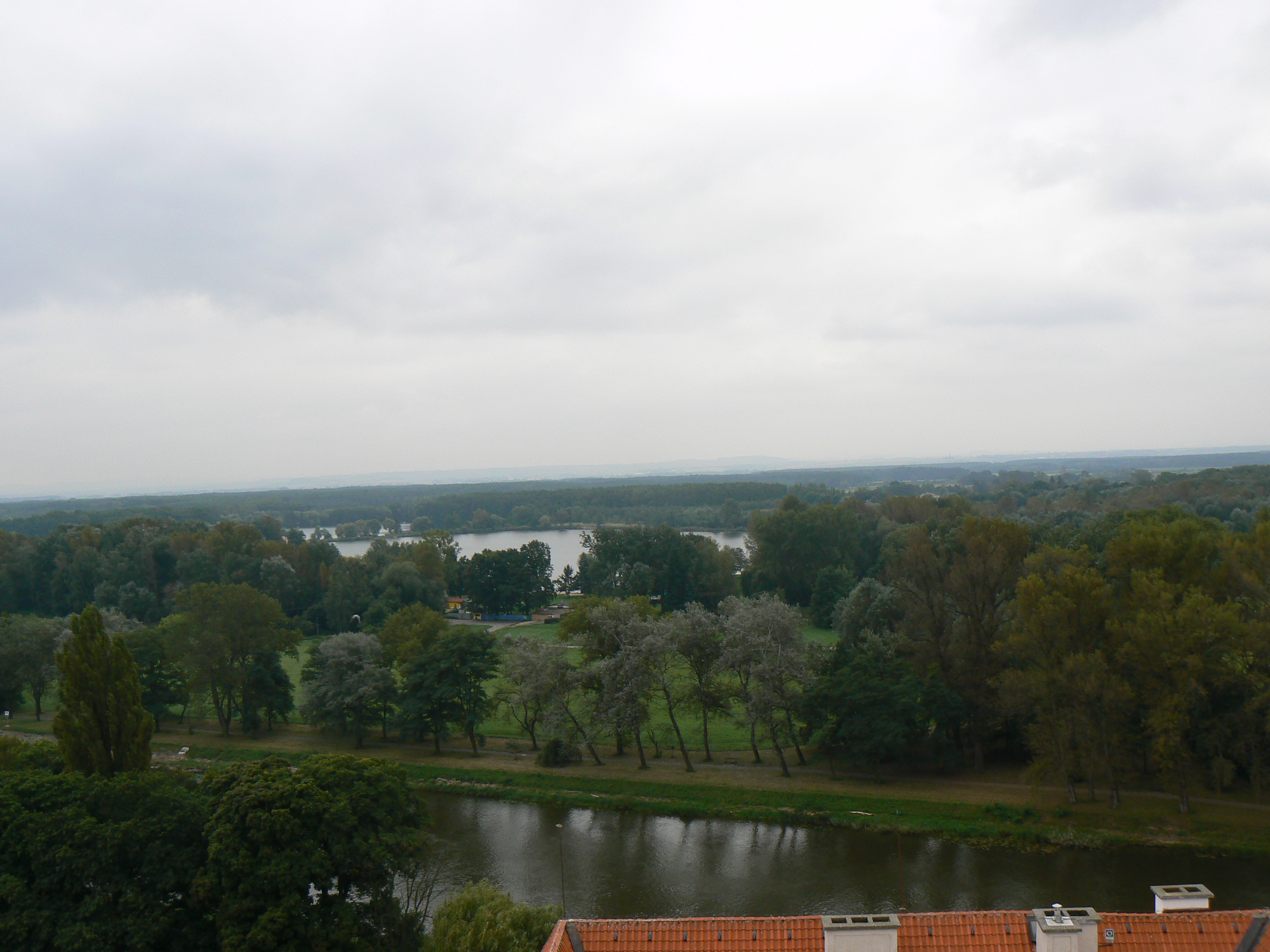
Râul Elba și Lacul Poděbrady în Poděbrady

Suprafața districtului are un caracter distinct plat, cu o parte semnificativă a districtului aflându-se în câmpia Polabí⁠(d). Teritoriul se întinde în trei mezoregiuni geomorfologice: Podișul Elbei Centrale (cea mai mare parte a teritoriului), Podișul Jizera (porțiuni mici în vest și nord) și Podișul Elbei Răsăritene (o parte foarte mică în est). 
Cel mai înalt punct al districtului este dealul Na kostele din Kněžice, cu o altitudine de 299 metri (981 ft), care este cea mai mică dintre toate districtele din țară. Cel mai jos punct este albia râului Elba din Přerov nad Labem, aflat la 173 metri (568 ft) deasupra nivelului mării.
Din suprafața totală a districtului de 846,4 km², terenul agricol ocupă 584,8 km², pădurile ocupă 148,5 km² (17,5% din suprafața districtului), iar suprafața apei ocupă 18,5 km². 
Cel mai important râu este Elba, care curge dinspre sud spre vest. Nordul districtului este drenat de Mrlina (un afluent al Elbei). Râul Cidlina⁠(d) străbate câțiva kilometri teritoriul districtului înainte de confluența sa cu Elba. Se găsesc câteva iazuri de dimensiuni medii, dar niciunul nu depășește 25 ha (62 acri). Au fost create mai multe lacuri artificiale în vecinătatea Elbei, prin inundarea carierelor de nisip.
Nu există arii protejate la scară largă în district.

## Demografie

### Cele mai populate comune
| Nume                 | Populație | Suprafață (km²) |
| -------------------- | --------- | --------------- |
| Nymburk              | 15.642    | 21              |
| Poděbrady            | 15.232    | 34              |
| Milovice             | 14.270    | 28              |
| Lysá nad Labem       | 10.004    | 34              |
| Sadská               | 3.301     | 16              |
| Městec Králové       | 2.878     | 20              |
| Kostomlaty nad Labem | 1.914     | 18              |
| Kounice              | 1.738     | 11              |
| Rožďalovice          | 1.703     | 24              |
| Semice               | 1.487     | 9               |

## Economie
Cei mai mari angajatori care au sediul central în districtul Nymburk și au cel puțin 500 de angajați sunt:
| Entitate economică        | Adresă      | Numărul de angajați | Activitatea principală                        |
| ------------------------- | ----------- | ------------------- | --------------------------------------------- |
| Super Pet                 | Poděbrady   | 1.500–1.999         | Vânzare cu amănuntul                          |
| Louda Auto                | Choťánky⁠(d) | 500–999             | Comerțul și întreținerea autovehiculelor      |
| Fresenius Kabi Horatev CZ | Hořátev⁠(d)  | 500–999             | Fabricarea de materiale medicale              |
| Spitalul Nymburk          | Nymburk     | 500–999             | Sănătate                                      |
| Crystal Bohemia           | Poděbrady   | 500–999             | Fabricarea sticlei și a produselor din sticlă |
| Poděbrady Spa             | Poděbrady   | 500–999             | Sănătate                                      |

## Transporturi
Autostrada D11 de la Praga la Hradec Králové trece prin partea de sud a districtului.

## Obiective turistice

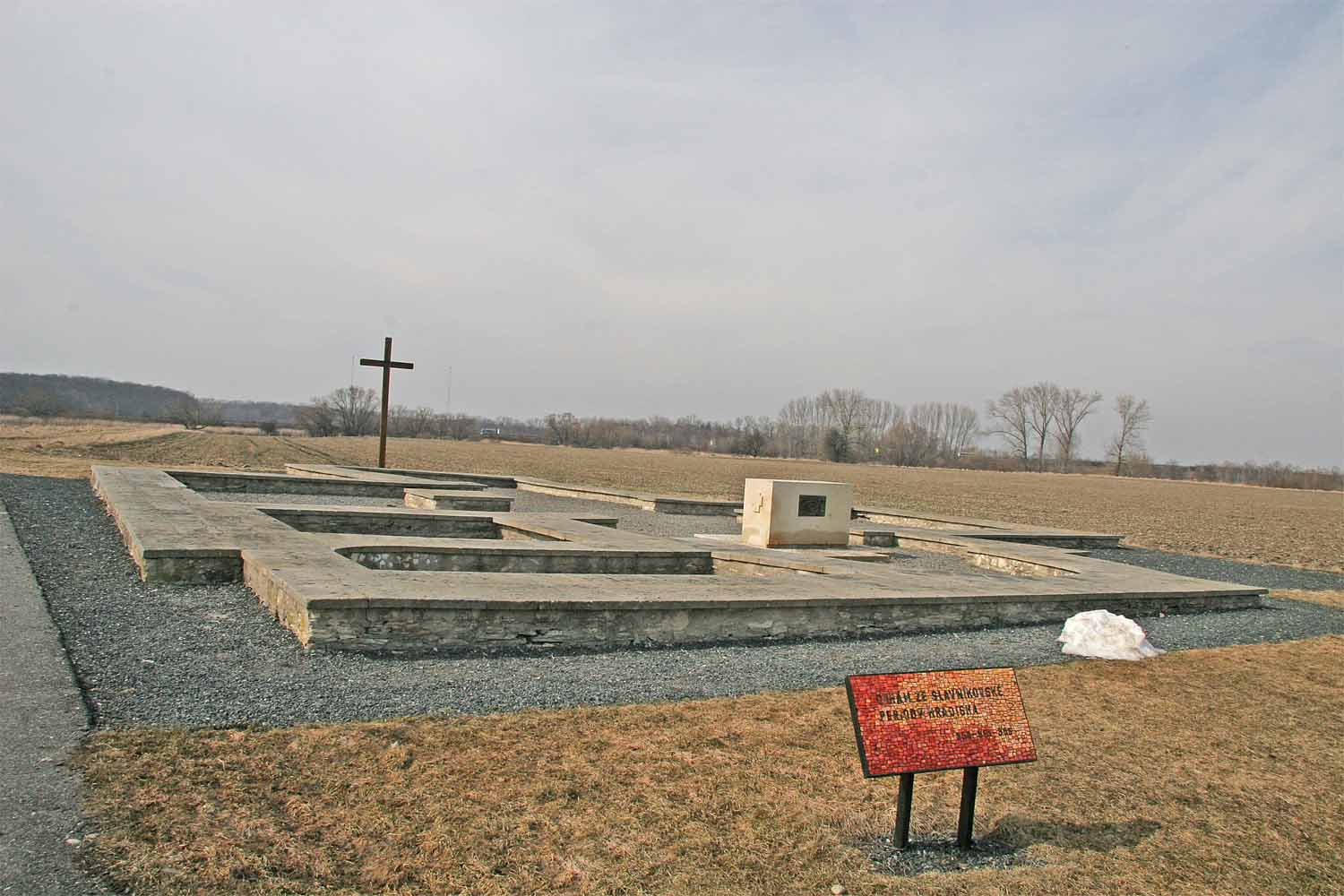
gordul Slavník în Libice nad Cidlinou

Cele mai importante monumente din districtul Nymburk, protejate ca monumente culturale naționale, sunt:
- Gordul Slavník din Libice nad Cidlinou
- Crematoriul din Nymburk
- Centrala hidroelectrică din Poděbrady
- Monumentul regelui George din Poděbrady

Cele mai bine conservate așezări și situri arheologice din districtul Nymburk, protejate ca rezervații monumentale și zone monumentale, sunt:
- Bošín⁠(d) (rezervație de monumente)
- Zona gordului Slavník din Libice nad Cidlinou (rezervație de monumente)
- Lysá nad Labem
- Nymburk
- Poděbrady
- Pojedy⁠(d)
- Sovenice⁠(d)
- Vinice

Cele mai vizitate destinații turistice sunt parcul de distracții Mirakulum din Milovice, Castelul Loučeň și Grădina Zoologică din Chleby.